# Tegal (Cikedal)
Tegal is een bestuurslaag in het regentschap Pandeglang van de provincie Banten, Indonesië. Tegal telt 2333 inwoners (volkstelling 2010).